# Giacomo Ceruti
Pour les articles homonymes, voir Ceruti.
Giacomo Antonio Melchiorre Ceruti, dit aussi Pitocchetto, né le 13 octobre 1698 à Milan (ou à Brescia) à Milan et mort le 28 août 1767 à Milan, est un peintre italien.  Il peint une variété de sujets allant des portraits aux natures mortes en passant par les sujets religieux et mythologiques. Mais il est surtout connu comme peintre de scènes de genre, consacrées à la vie quotidienne des gens ordinaires.
Rattaché au courant de la peinture baroque tardif, ce n'est qu'au XXe siècle qu'il est sorti de l'obscurité pour prendre sa place parmi les grandes figures de la peinture italienne du XVIIIe siècle. Il est considéré comme un précurseur, dans l'art pictural, des préoccupations morales et sociales du Siècle des Lumières.

## Biographie
On ne sait rien de la jeunesse et formation de Ceruti. Né à Milan dans une famille modeste, il vit en 1711 avec sa famille dans la ville lombarde de Brescia. Il y épouse, à 18 ans, Angiola Carozza, une femme de dix ans son aînée.   De 1721 à 1733 environ, il est documenté à Brescia où en 1723, il reçoit un cheval en paiement de trois retables et de quatre fresques pour l'église paroissiale de Rino di Sonico dans la Valle Camonica (Brescia). La noblesse locale commandes de lui des portraits et scènes de genre. En 1724, il signe et date sa première œuvre connue, le Portrait du comte Giovanni Maria Fenaroli.

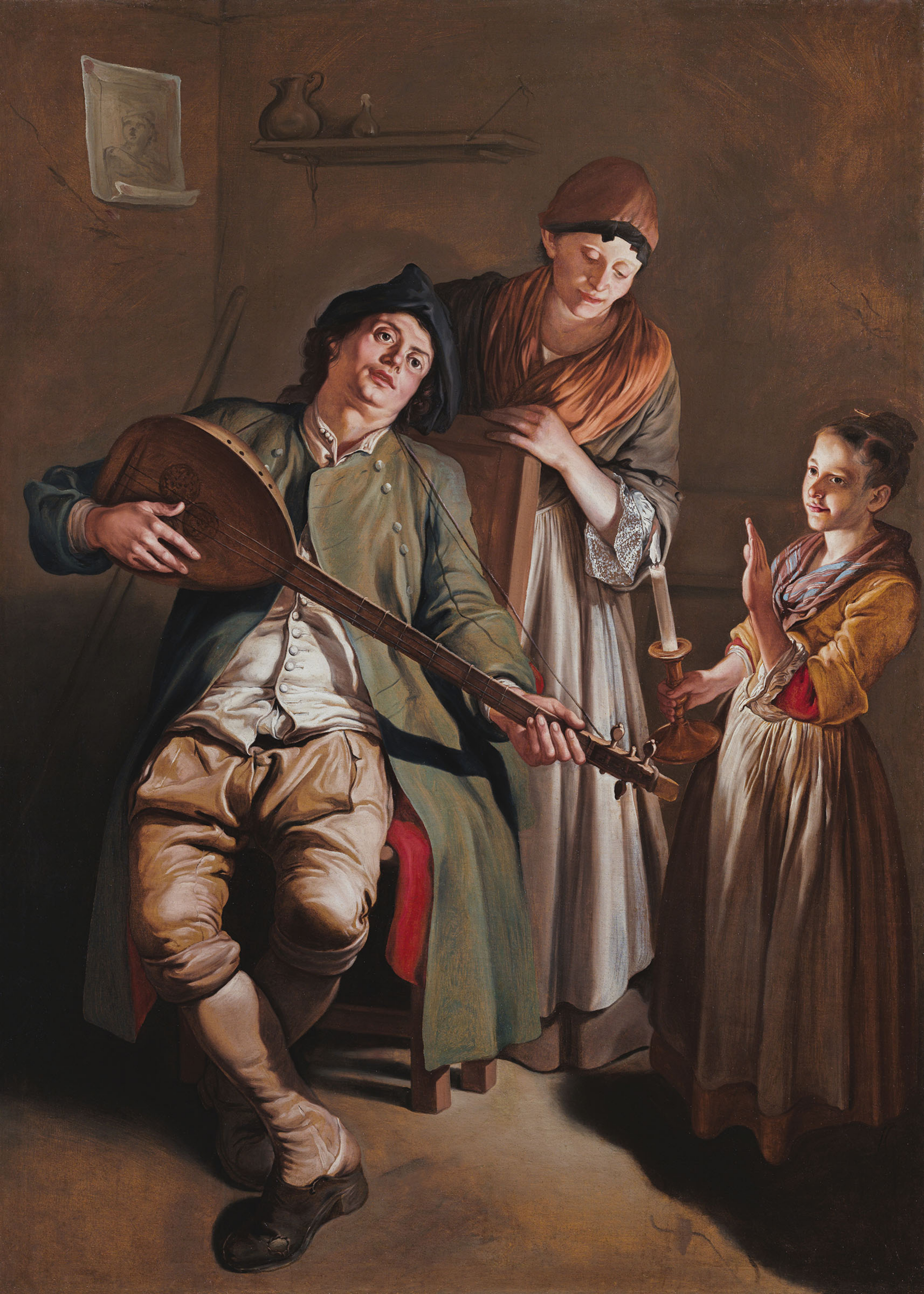
Un joueur de colascione, collection privée.

Vers 1728, il est toujours à Brescia, où le podestà Andrea Memmo, peu de temps avant l'expiration de son mandat en 1728, lui commande une série de dix-sept portraits d'illustres Bresciens pour décorer le Palazzo del Broletto. Ces œuvres ont toutes été détruites ou dispersées à la fin du XVIIIe siècle. En 1734, il signe et date la Notre-Dame du Rosaire pour l'église de S. Maria di Artogne (Maruchelli, 1959).
Probablement en 1734, il séjourne quelque temps à Gandino. Dans le contrat signé entre les régents de l'église de S. Maria di Gandino et le peintre, il est précisé qu'on doit lui donner un logement pendant la durée de son travail pour l'église. Deux grandes toiles sont encore conservées dans l'église : la Naissance de la Madone et le Passage de la Madone.
Un tournant décisif est survenu en 1736. Il laisse sa femme à Brescia et emménage à Venise, où il découvre la culture internationale et cosmopolite. Il est payé pour des tableaux de mendiants par le maréchal von Schulenburg, qui constituait une collection exceptionnelle dans son palais sur le Grand Canal.

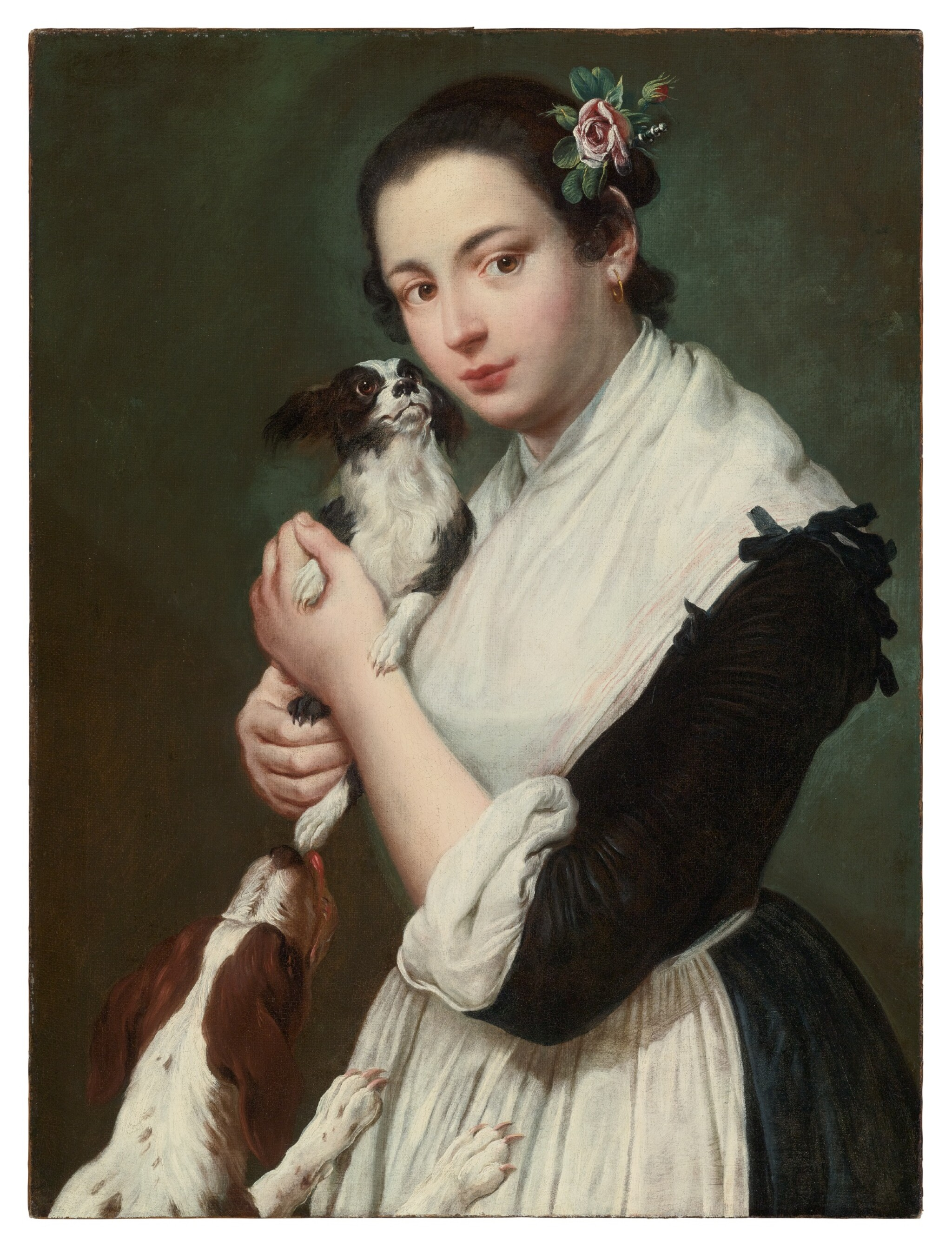
Jeune femme avec deux chiens.

Il séjourne à Padoue jusqu’en 1741 ou 1742. Sa vie y devient compliquée. Il commence à vivre avec une autre femme, Metilde Angelisi, qui apparaît dans les documents de Padoue comme sa « femme ». C'est dans cette ville que naissent et meurent dans leur jeune âge, la plupart de ses enfants.
Il signe le Portrait du Condottiere (collection privée, Crémone) en 1743 à Plaisance. En 1744 il s'installe avec Metilde dans la paroisse de S. Andrea de Plaisance dans la maison appartenant au marquis Casati où le couple démeure jusqu'en novembre 1746. Angiola habite également Plaisance, les deux femmes appartenant apparemment à deux ménages distincts. Le 25 février 1745 sa fille Teresa est née à S. Andrea, le noble Gaetano Malvicini Fontana di Nibbiano est présent comme parrain. Il a probablement dans cette période fait des allers et retour entre Plaisance et Brescia, où il a peint pour la famille Lechi.
Finalement, Metilde est retournée à Padoue, tandis que Ceruti est retourné à Milan où il reçoit en 1757 un paiement pour le portrait d'Attilio Lampugnani-Visconti, bienfaiteur de l'hôpital. Il y retrouve finalement sa première femme et adopte un fils.
L'artiste est mort le 28 août 1767 à Milan. Malgré leur différence d'âge, Angiola et Metilde sont toutes deux mortes en 1768. Metilde qui vivait alors à Padoue avec un autre homme est morte dans la paroisse milanaise de S. Raffaele.
L'inventaire dressé à sa mort révèle qu'il possédait plusieurs volumes des écrits de Métastase et suggère son souci de mise en scène, influencé par le théâtre et la littérature. C'est ainsi que dans deux autoportraits il porte, des vêtements de pèlerin dans l'un, et des vêtements d'un gentilhomme du XVIe siècle dans l'autre.

## Œuvre

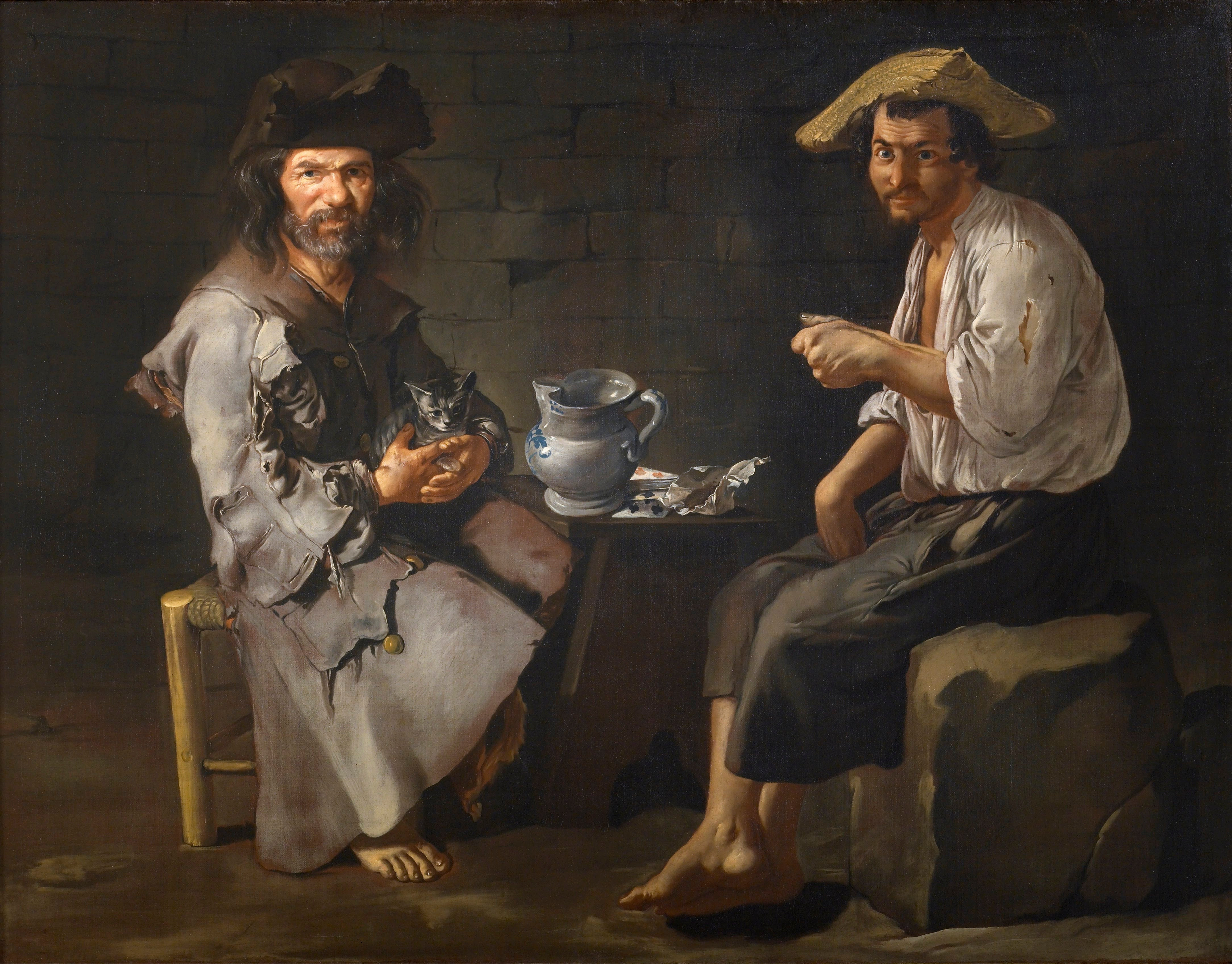
Deux mendiants.

Sa première œuvre restante est le portrait du comte Fenaroli, signé et daté 1724.
Il a acquis le surnom de Pitocchetto (le petit mendiant) pour ses peintures de paysans vêtus de haillons, de mendiants et de pauvres, exécutées particulièrement au cours de la période 1725 à 1740. Ses scènes de genre ont une grande intensité émotionnelle, sont peintes de manière réaliste et dotées d'une dignité et d'une individualité inhabituelles. Il est le principal représentant du style « paupériste » du XVIIIe siècle.
Les tableaux les plus importants de Ceruti ont été peintes à Brescia. Ceux peints à Venise à partir de 1736 pour le maréchal von Schulenburg, prennent une apparence plus sophistiquée et conventionnelle. Les modèles regardent maintenant le spectateur, prenant une pose et souvent souriant. Ceruti montre un nouvel intérêt pour les vêtements exotiques et les figures. Les personnages principalement représentées en quart ou en demi-longueur montrent l'influence de Piazzetta et perdent une grande partie de la dure vérité qui rend les peintures bresciennes si remarquables.
Environ cinquante de ses peintures de genre ont survécu. Les plus célèbres proviennent d'une série généralement appelée cycle de Padronella (du château où certaines des images ont été vues par Giuseppe Delogu et publiées en 1931) - posent des questions fondamentales : quelle était leur fonction, comment étaient-elles vues et comprises, et comment se fait-il que Ceruti ait montré une telle empathie apparente avec ses sujets ?

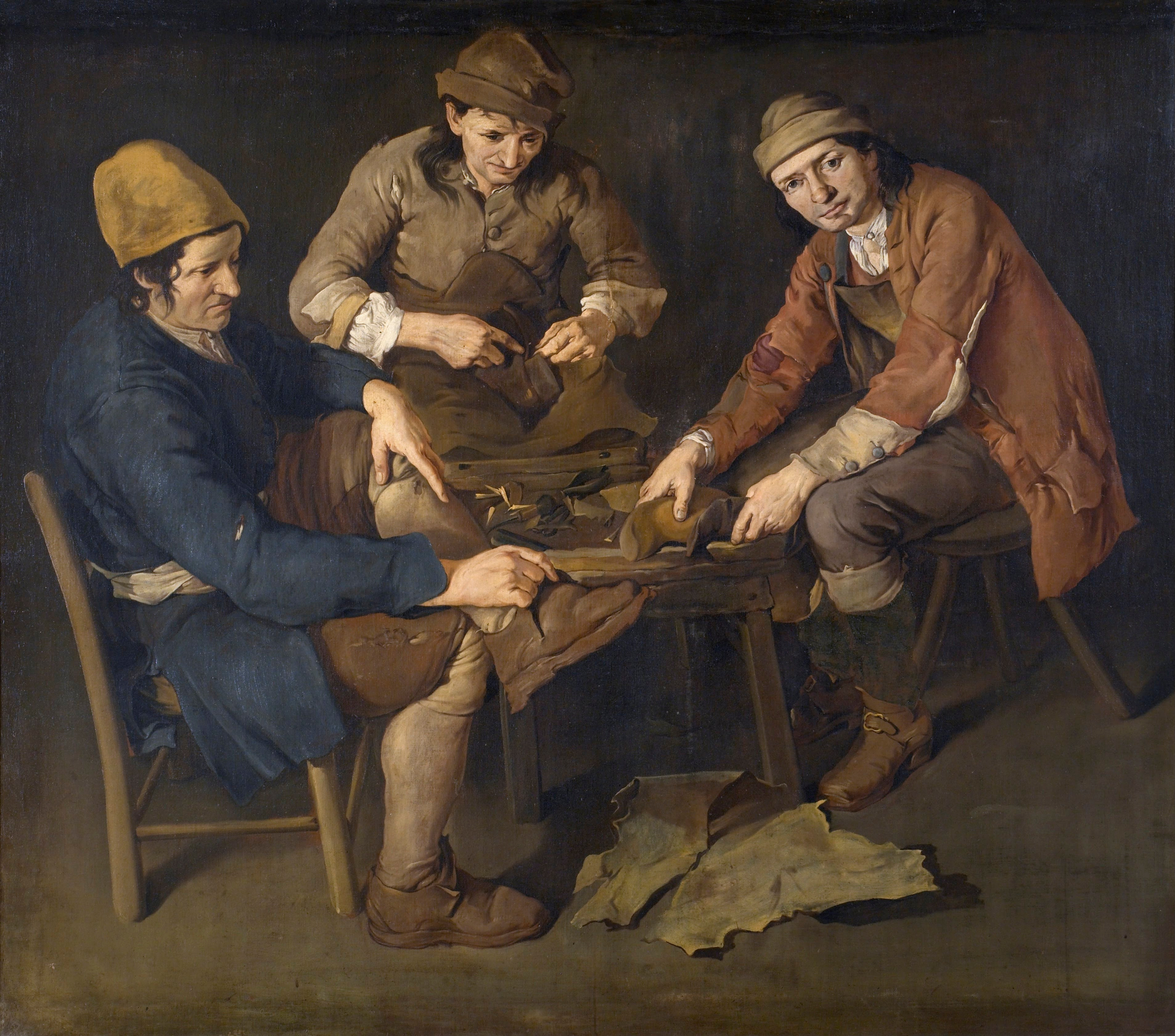
Cordonniers.

Le tableau du Metropolitan Femme avec un chien a joué un rôle dans la redécouverte de cet artiste, ayant été présentée à Florence en 1922 comme l'œuvre du peintre autrichien Giacomo Francesco Cipper, également connu sous le nom de Il Todeschini (1664-1736), dont le travail a probablement influencé celui de Ceruti. À cette occasion, sa paternité a été reconnue par Roberto Longhi (1922), dont les écrits ont beaucoup fait avancer l'étude de l'artiste.
Il réalise également les portraits entre autres, de membres des familles Fenaroli, Lechi, Avogadro, Cattaneo et Bargnani. Le premiers portrait est le portrait de Giovanni Maria Fenaroli (collection privée). Il encadre généralement ses modèles dans des ovales tels ses Portrait d'homme et Portrait de femme, peints vers 1750 avec un certain ton informel, aujourd’hui au musée Thyssen-Bornemisza.
Tout au long de sa carrière, il peint des retables que rien ne distingue des autres car étrangement dépourvus du naturalisme innovant qui anime ses portraits et ses peintures des pauvres, sur lesquels repose sa réputation.
Il réalise aussi des natures mortes.

## Toiles

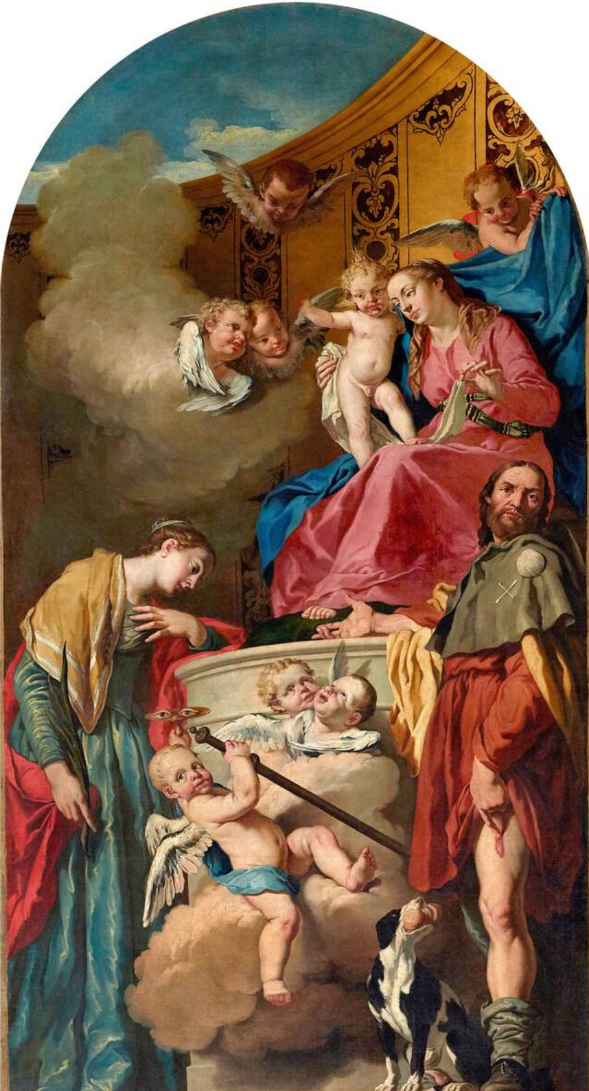
Vierge à l'Enfant avec Sainte Lucie et Saint Roch

- Portrait d'homme (1725-1730), huile sur toile, 72 × 53 cm, Pinacothèque de Brera, Milan, « Homme, Brera ».
- Porteurs jouant aux cartes (dit aussi Soirée sur la Piazza), (v.1730), huile sur toile, 210 x 298 cm, Palais Madame (Turin), « Soir, Palais Madame ».
- Un braconnier, huile sur toile, 100 × 86 cm, Musée Ingres, Montauban, « Braconnier, Montauban ».
- Ménagères au travail, (v. 1735).
- Porteur assis avec un panier sur le dos, des œufs et de la volaille, pendant du Garçon de course (vers 1735), huile sur toile, 130 × 95 cm, Pinacothèque de Brera, Milan, « Porteur assis, Brera ».
- Garçon de courses assis sur un panier, pendant du Porteur (vers 1735), huile sur toile, 130 × 95 cm, Pinacothèque de Brera, Milan, « Garçon de course, Brera ».
- Autoportrait en pèlerin, 1737, huile sur toile, 64,7 × 46,8 cm, Collection Bassi Rathgeb, Abano Terme, « Collection Bassi Rathgeb ».
- Le Baptême de sainte Justine, 1738, retable peint pour la Basilique Saint-Antoine à Padoue, escalier menant à la bibliothèque.
- Onze toiles représentant des saints mi-longs, en grisaille dorée et Vierge à l'Enfant avec Sainte Lucie et Saint Roch, retable du maître-autel de l'Église de S. Lucia à Padoue (aujourd'hui Corpus Domini).
- Portraits de Gentilhomme et de Dame de la maison Lavelli, signé et daté de 1739, Brescia, collection privée[1].
- Portrait d'homme (1740-1742), et son pendant Portrait de femme, huiles sur toile, 119 × 95 cm, Musée Thyssen-Bornemisza, Madrid[7].
- Une femme avec un chien, (années 1740), huile sur toile, 96 × 72 cm, Metropolitan Museum of Art, New York[4].
- Jeune fille à l'éventail (vers 1740), huile sur toile, 65 × 59 cm, Académie Carrara, Bergame, « Éventail, Carrara ».
- La Blanchisseuse (1743-1745)[1], huile sur toile, 145 × 130 cm, Pinacothèque Tosio Martinengo, Brescia, « Pinacothèque Tosio Martinengo ».
- Joueurs de cartes, Pinacothèque Tosio Martinengo, Brescia, « Pinacothèque Tosio Martinengo ».
- Portrait de deux jeunes filles, Pinacothèque Tosio Martinengo, Brescia, « Pinacothèque Tosio Martinengo ».
- Saint Alexandre renverse l'autel païen (1745), retable, église de Sainte Thérèse, Plaisance
- La Jeune femme de la famille Lechi (1745), collection privée, Brescia[1]
- Nature morte avec citrouille, poires et noix (1750-1760), huile sur toile, 43 × 59 cm, Pinacothèque de Brera, Milan, « Citrouille, Brera ».
- Nature morte avec assiette en étain, écrevisse, citron, burettes en verre, pain et bouteille de vin (1750-1760), huile sur toile, 43 × 59 cm, Pinacothèque de Brera, Milan, « Écrevisses, Brera ».
- Portrait d'un gentilhomme avec une lettre (vers 1755), huile sur toile, 98 × 72 cm, Palais Madame (Turin), « Gentilhomme, Palais Madame ».
- Le Garçon qui mange (1761), Bergame, collection privée[1].

## Galerie

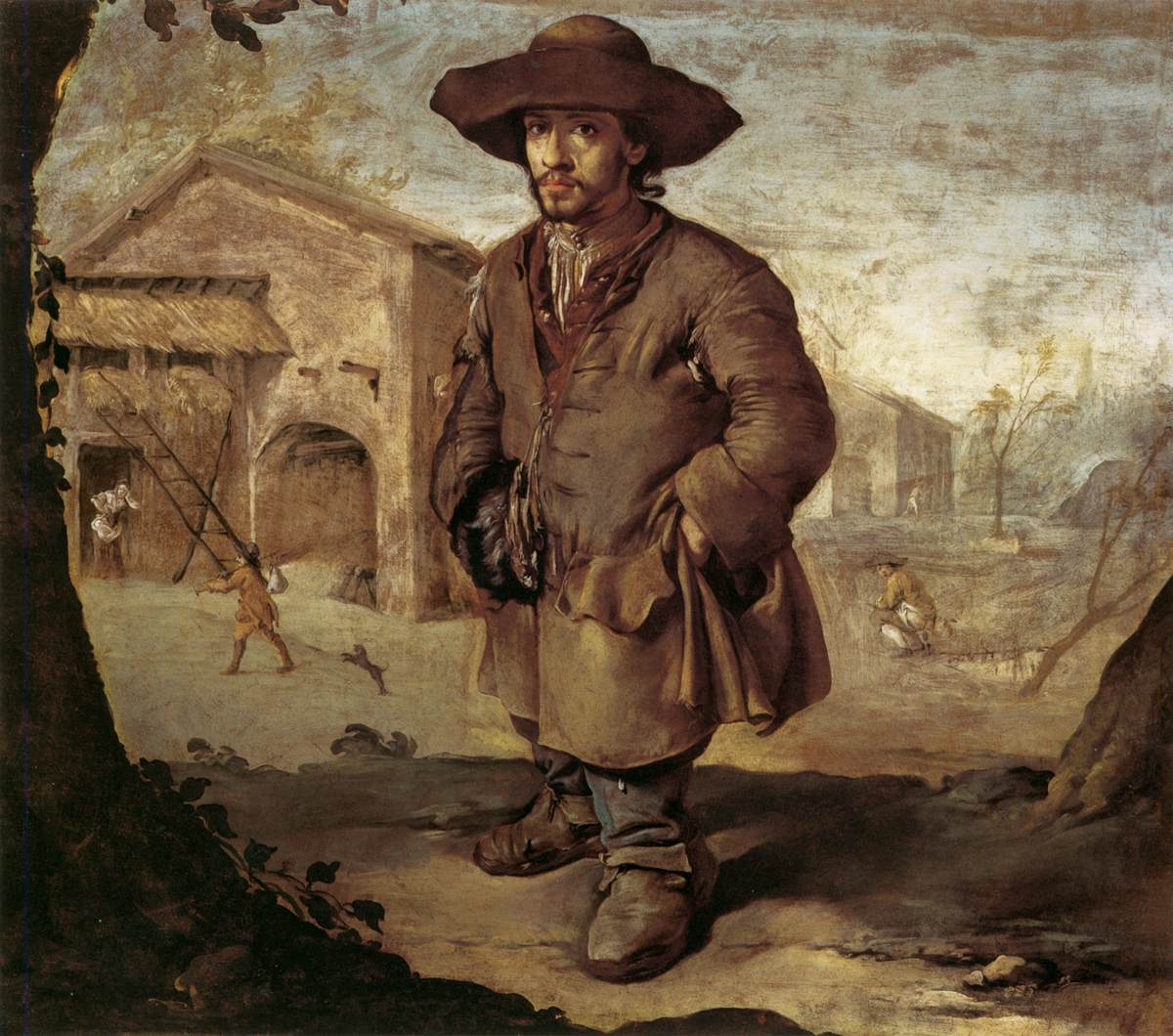
Le Nain (Vers 1720) coll. privée.
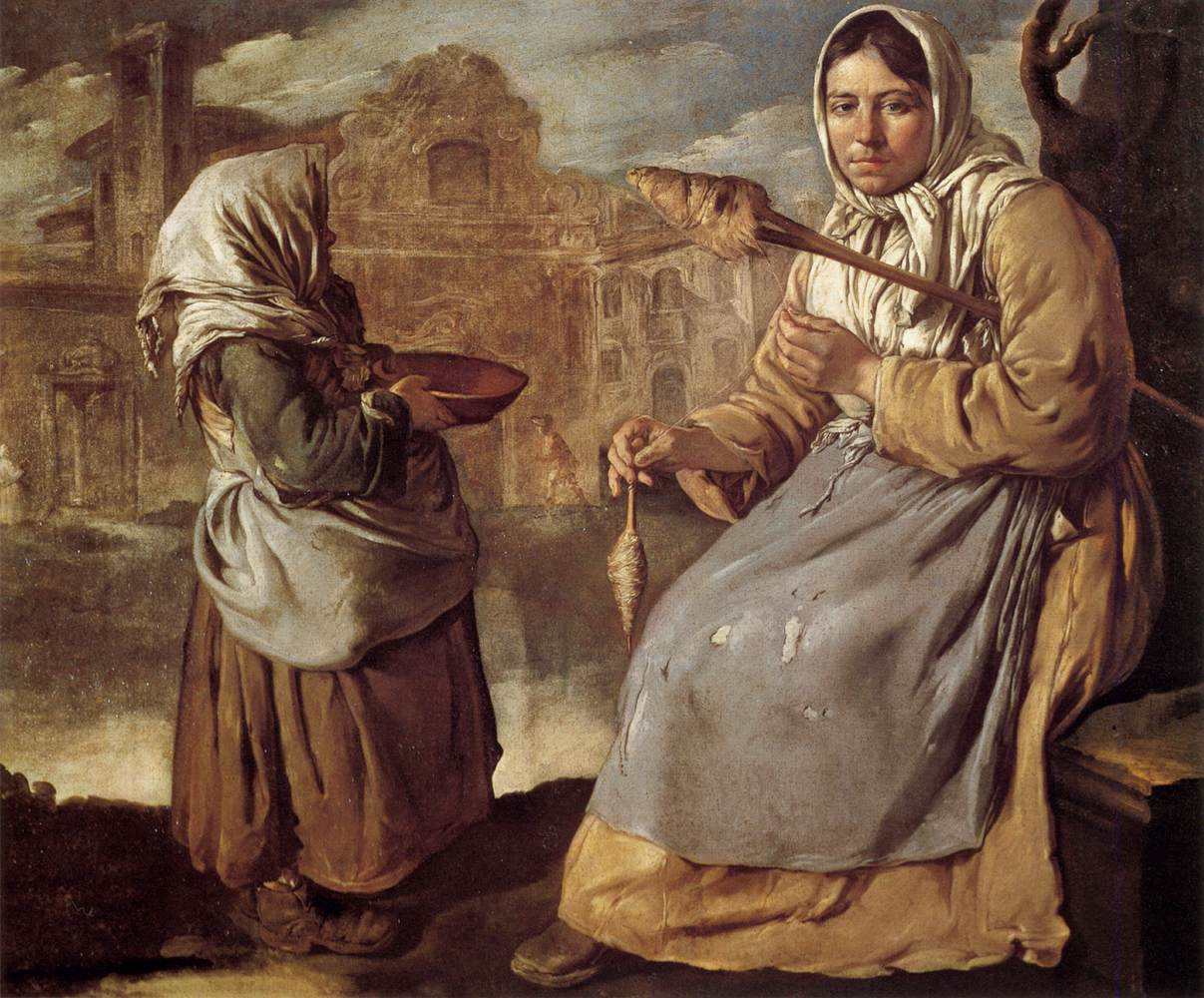
Petite mendiante et fileuse (Vers 1720), coll. privée.
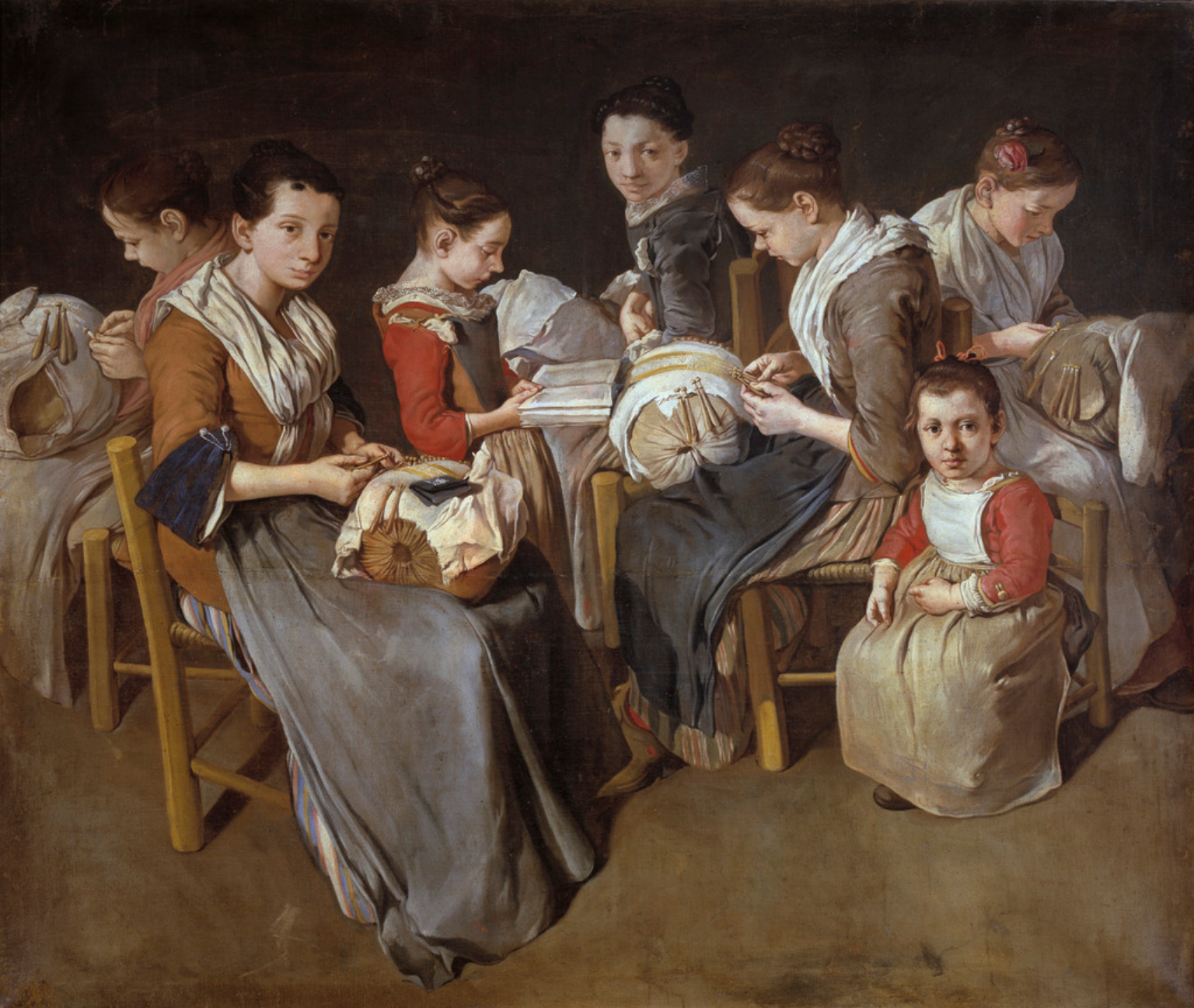
Femmes cousant de la dentelle (Vers 1720), coll. privée.
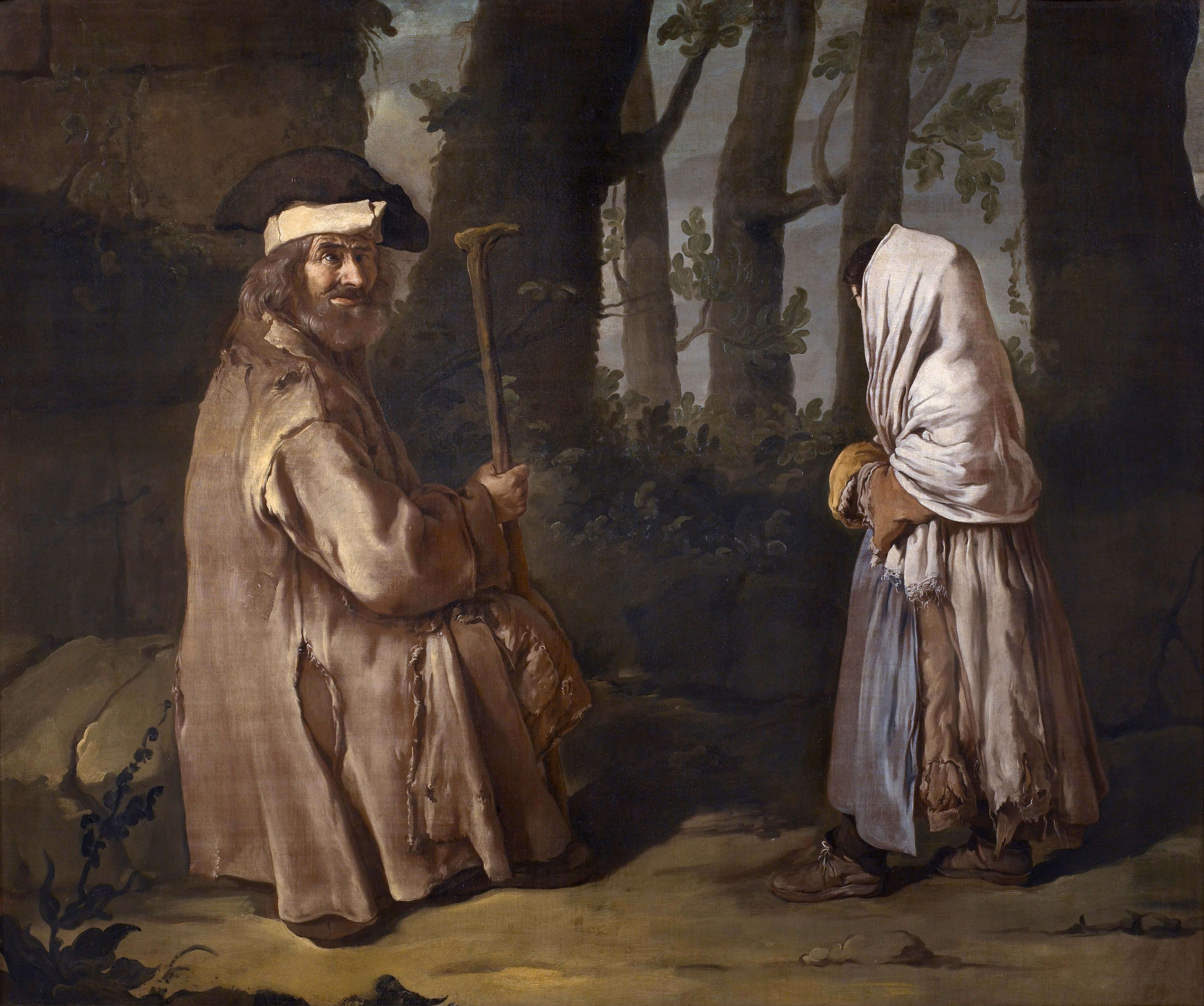
Rencontre dans les bois (années 1720) Pinacothèque Tosio Martinengo, Brescia.
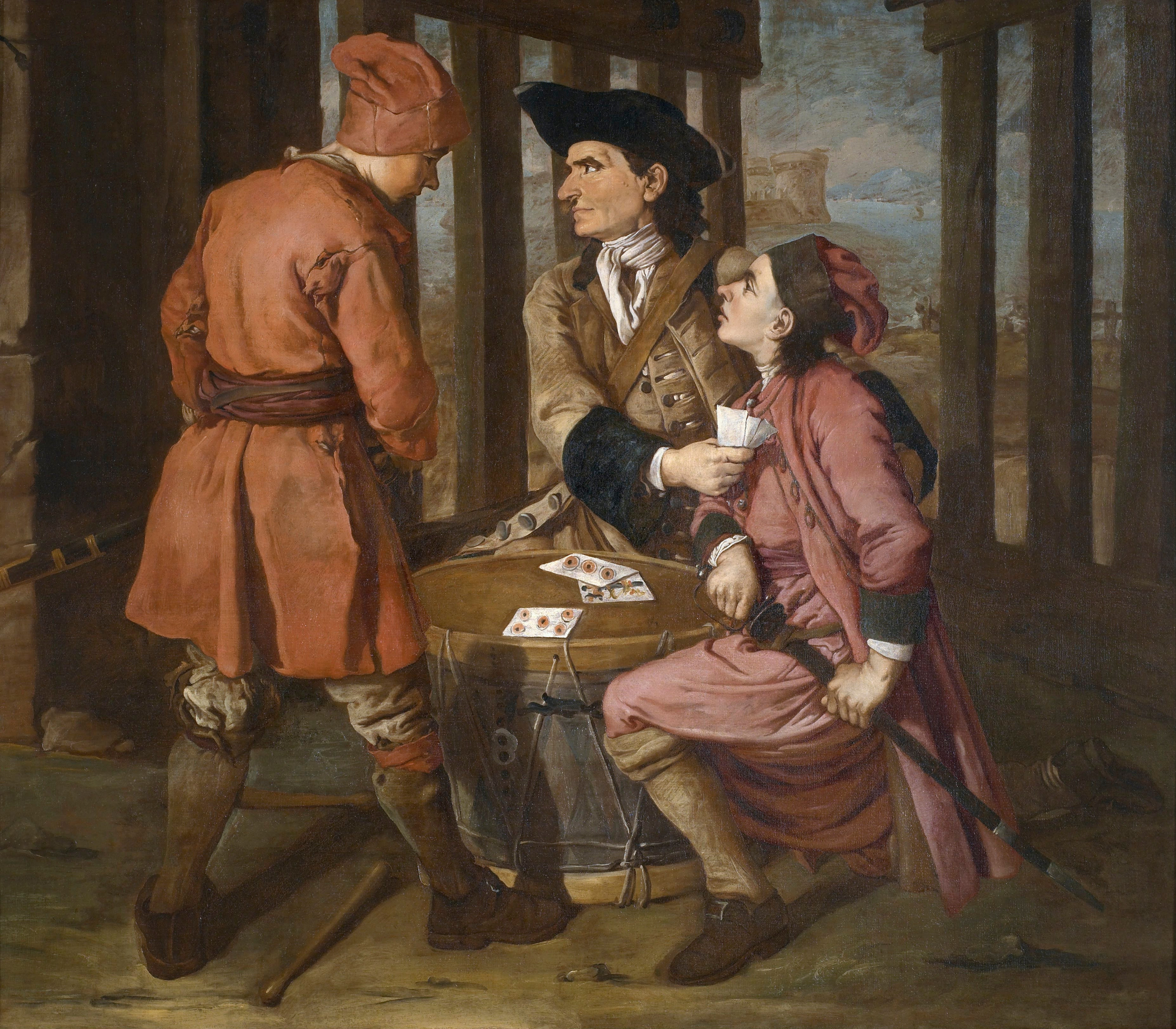
Joueurs de cartes (années 1720) Pinacothèque Tosio Martinengo, Brescia.
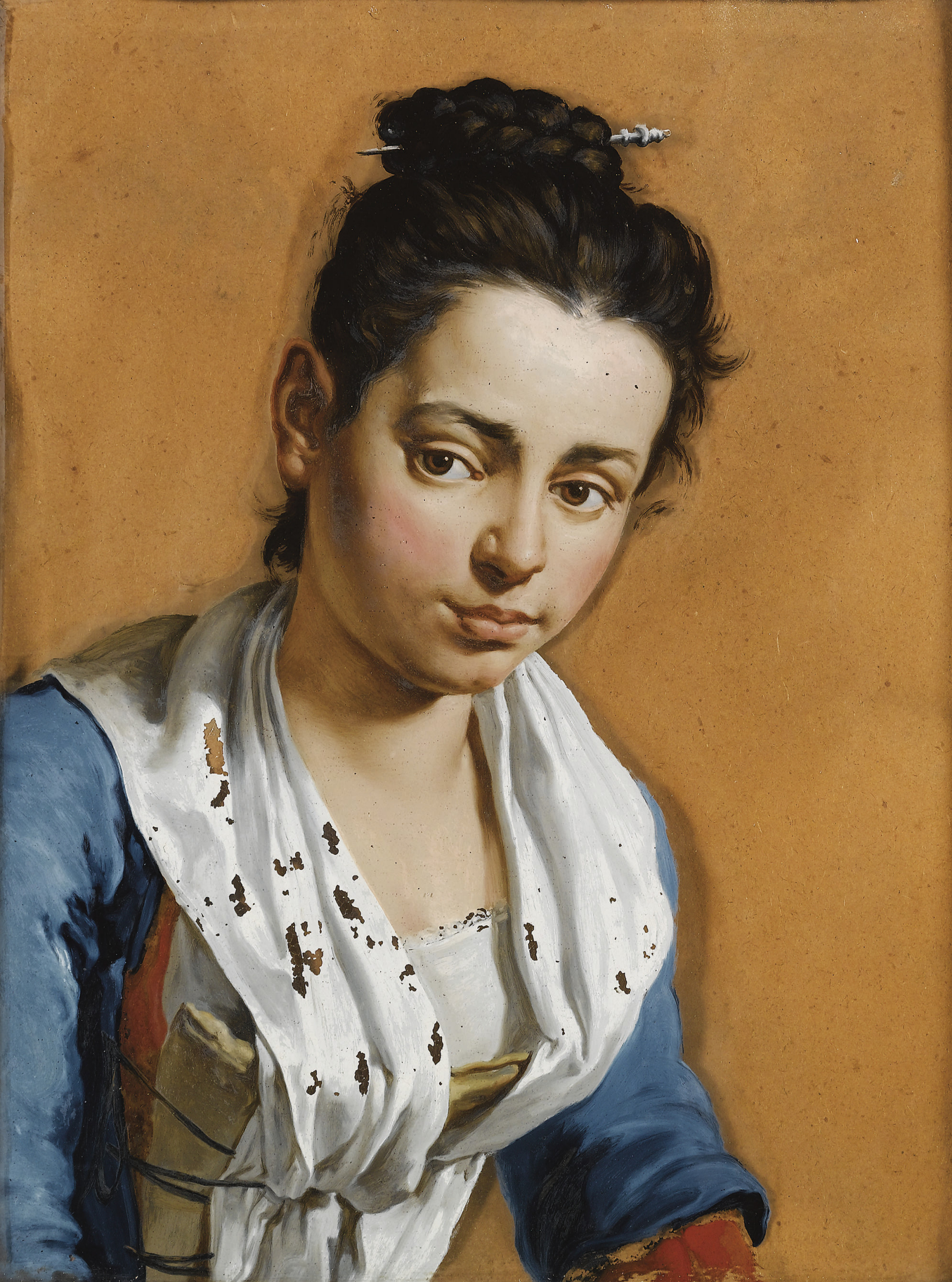
Portrait d'une jeune paysanne (1724-1725)  coll. privée.
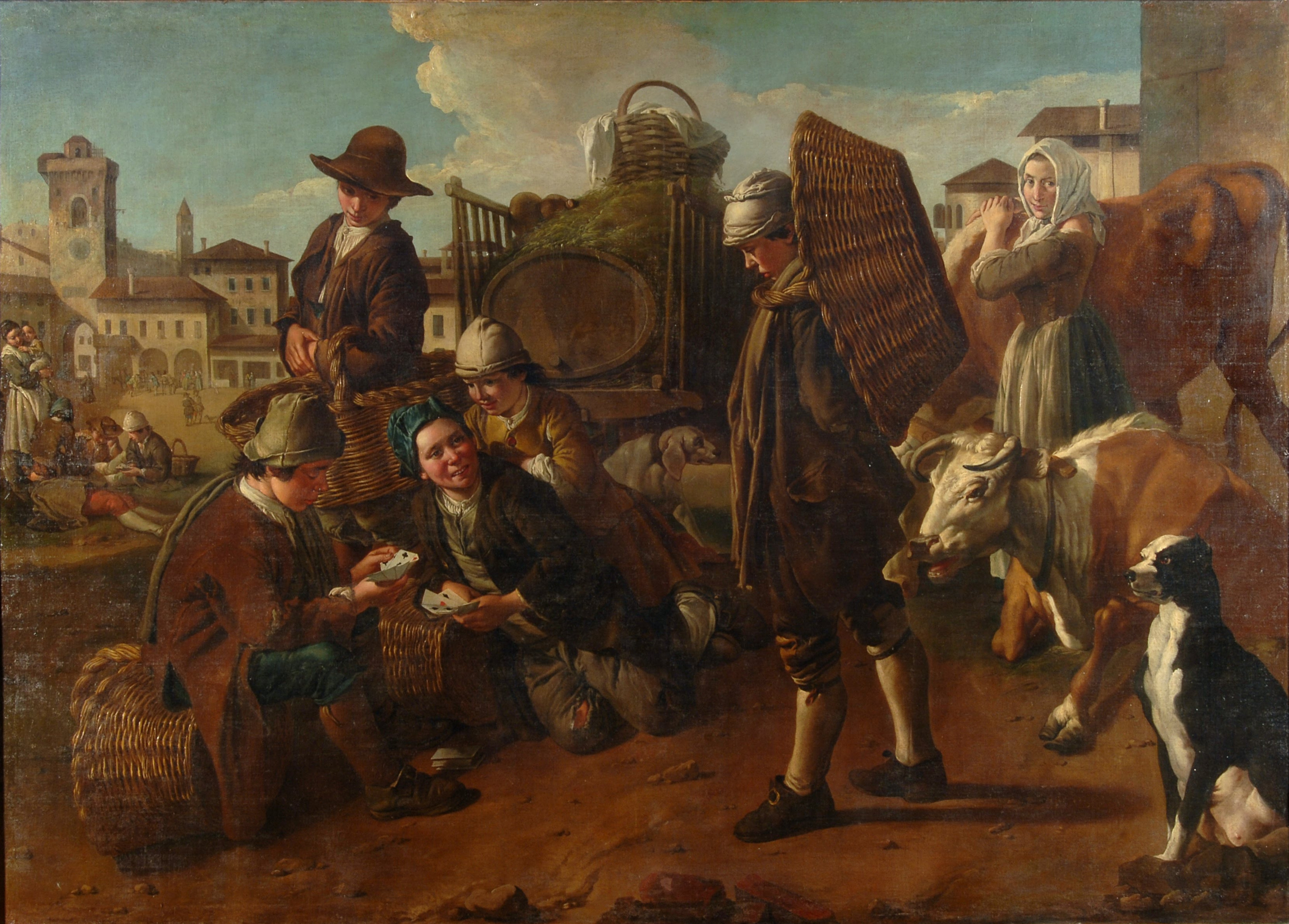
Porteurs jouant aux cartes (dit aussi Soirée sur la Piazza) (1730), Palais Madame (Turin).
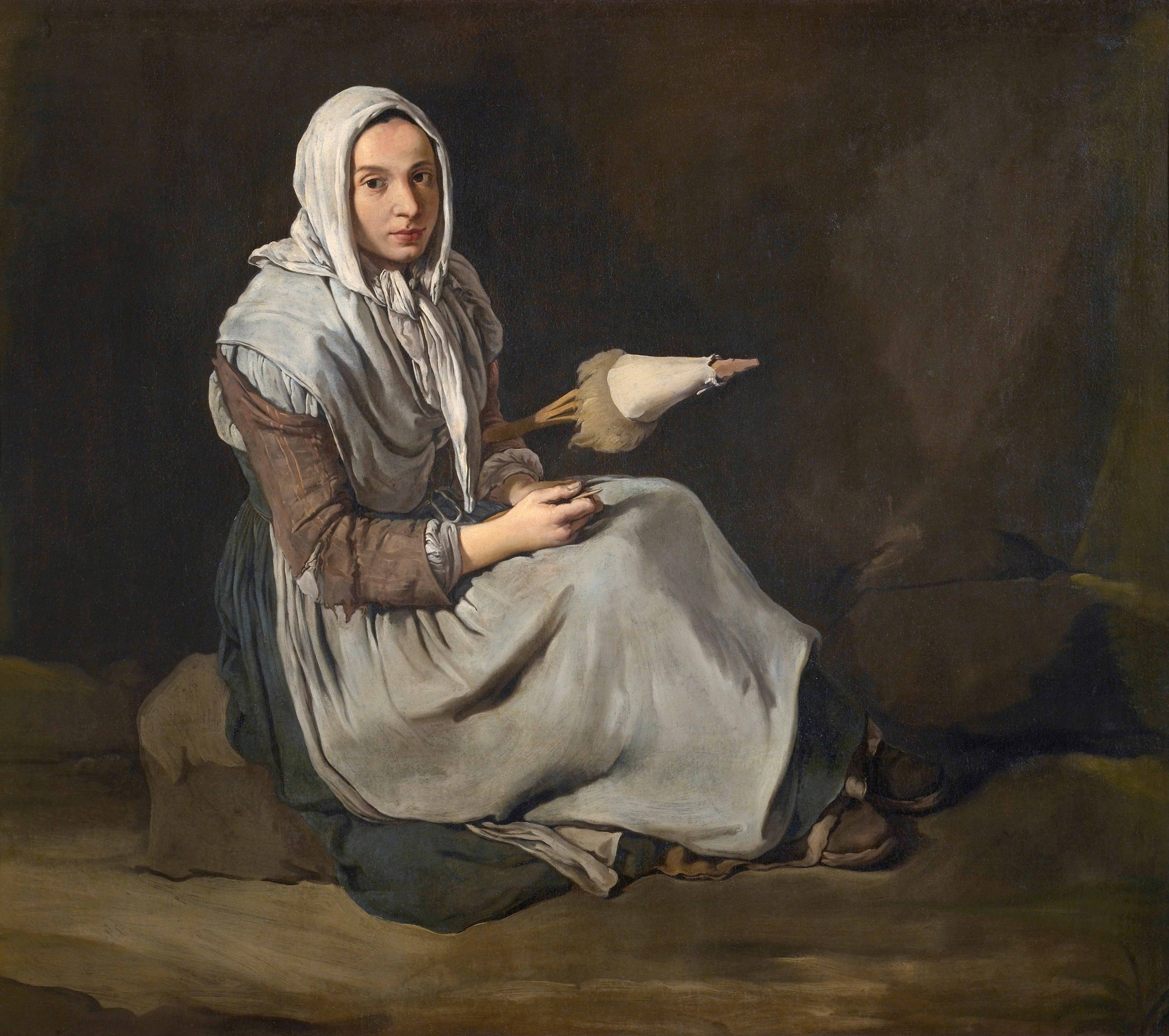
La Fileuse (1730-1734) Museo di Santa Giulia, Brescia.
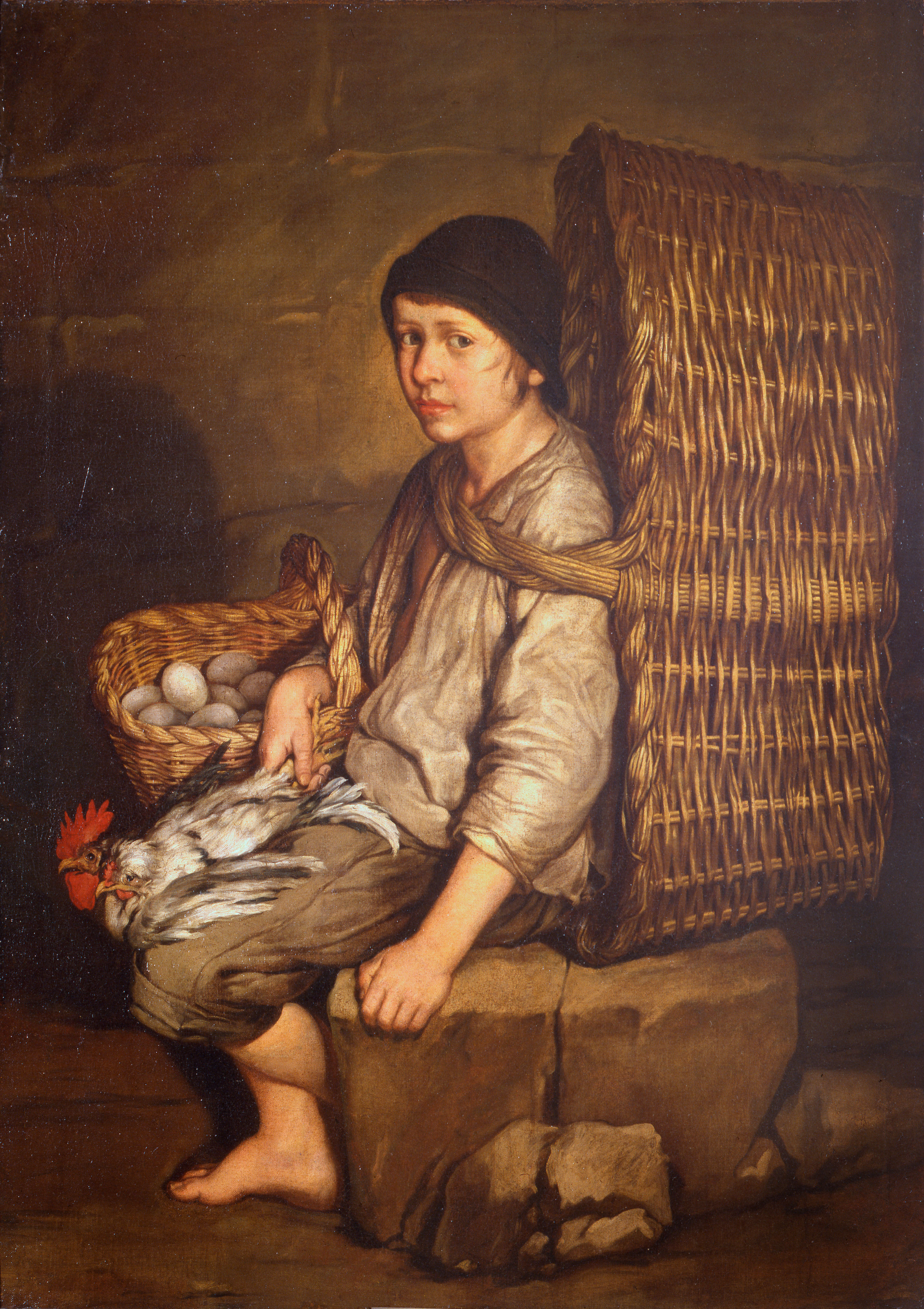
Porteur assis avec un panier sur le dos, des œufs et de la volaille (vers 1735) Pinacoteca di Brera, Milan.
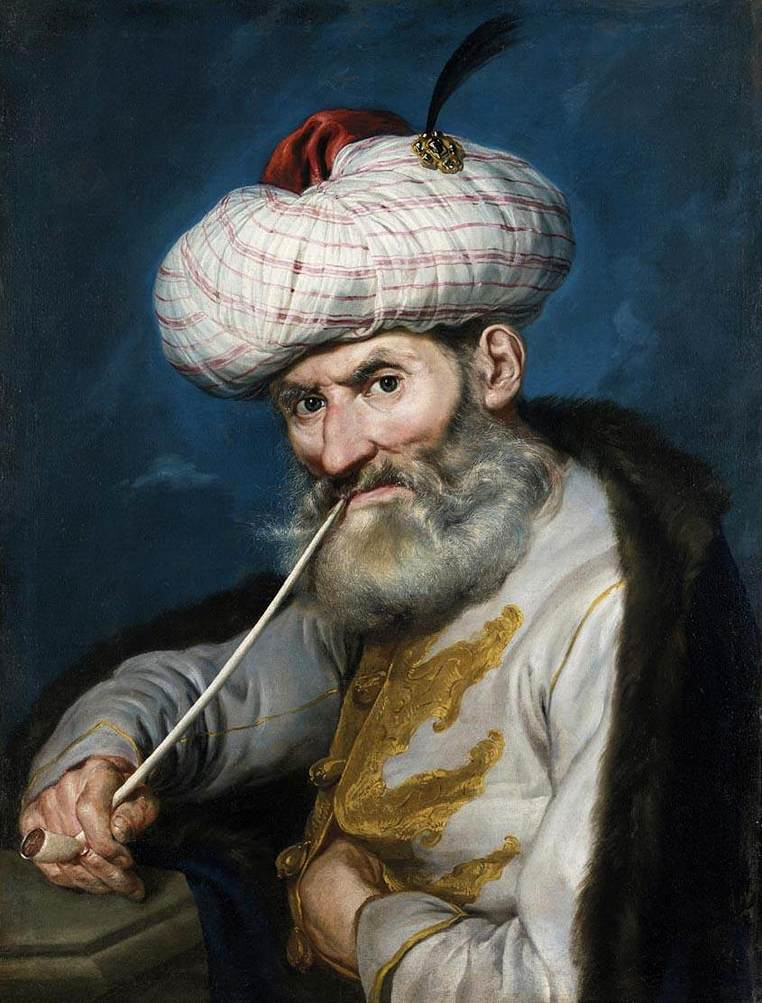
Homme fumant au turban (vers 1740), coll. particulière.
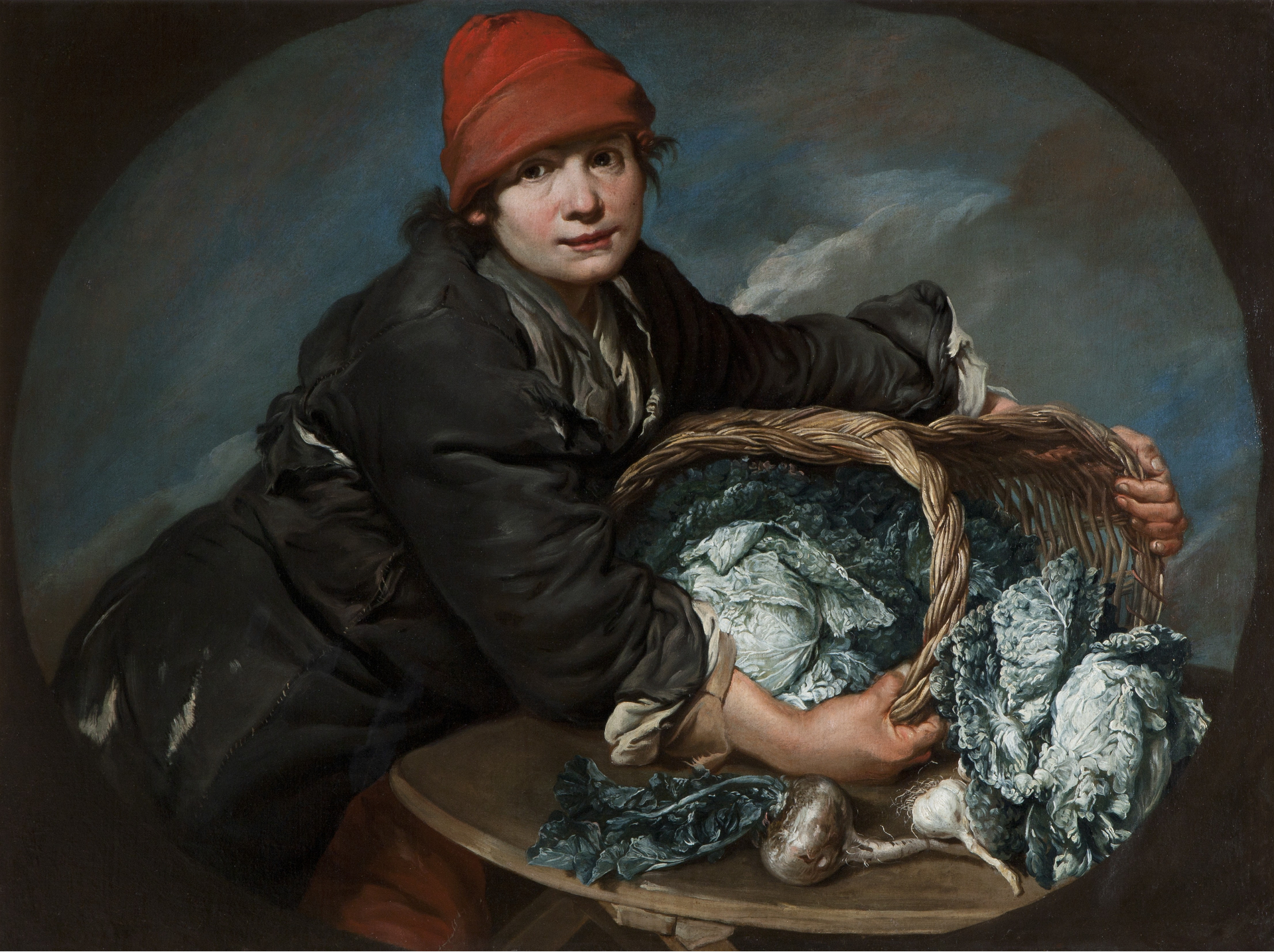
Garçon avec un panier de végétables Palais Pitti.
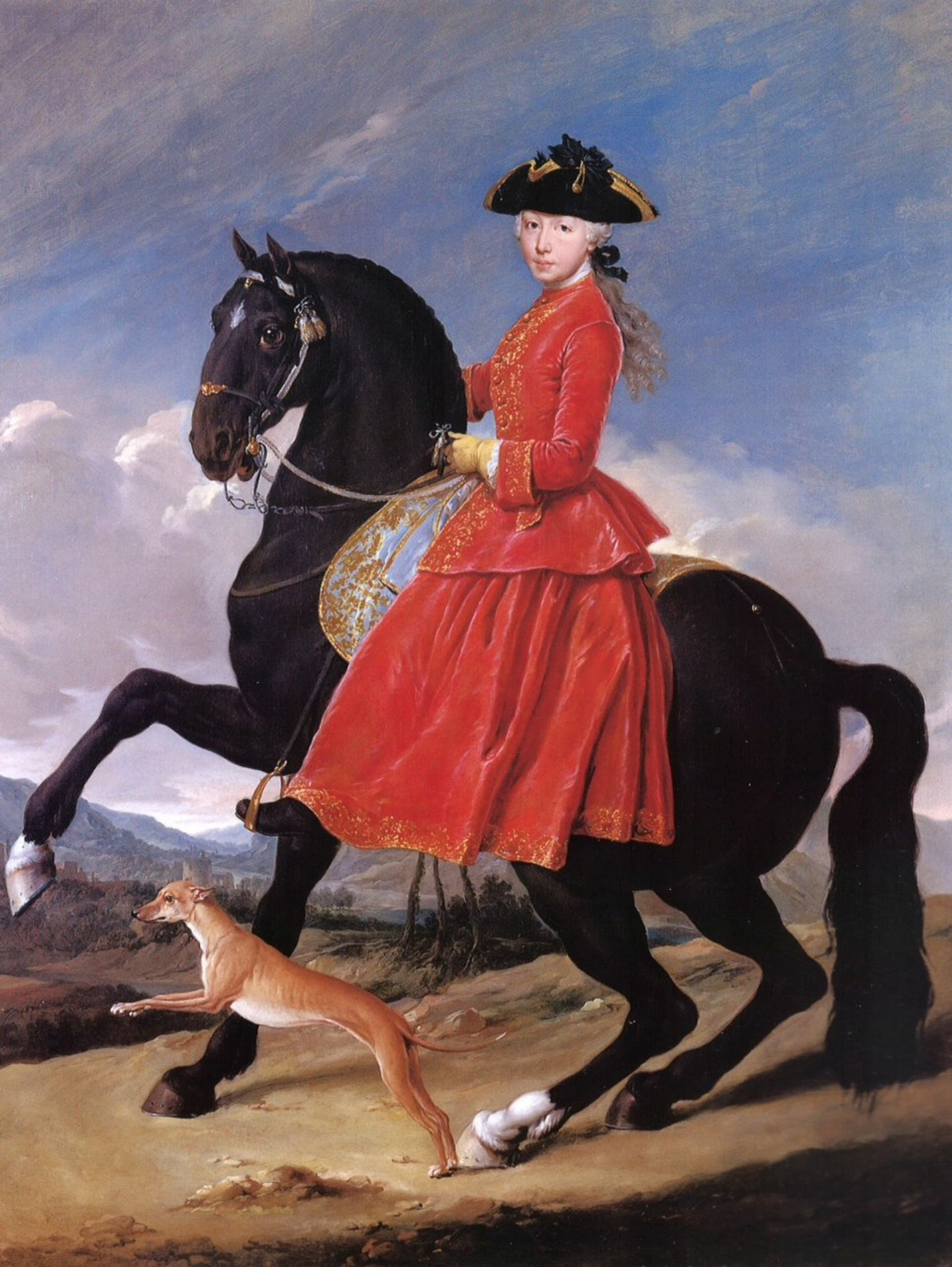
Portrait d'une jeune femme sur un cheval  (Vers 1750-55) coll. privée.
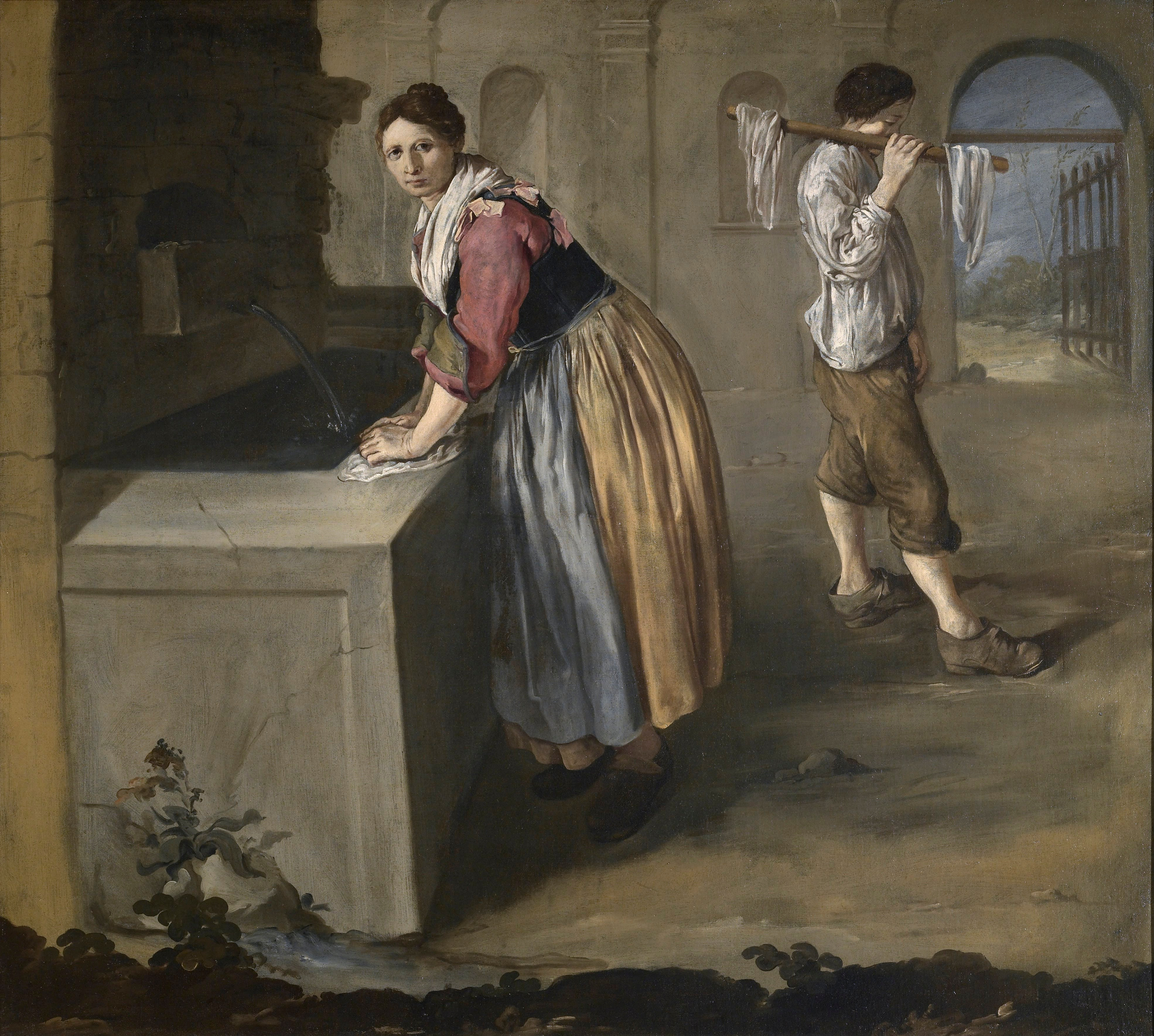
La Blanchisseuse (1743-1745) Pinacothèque Tosio Martinengo, Brescia.
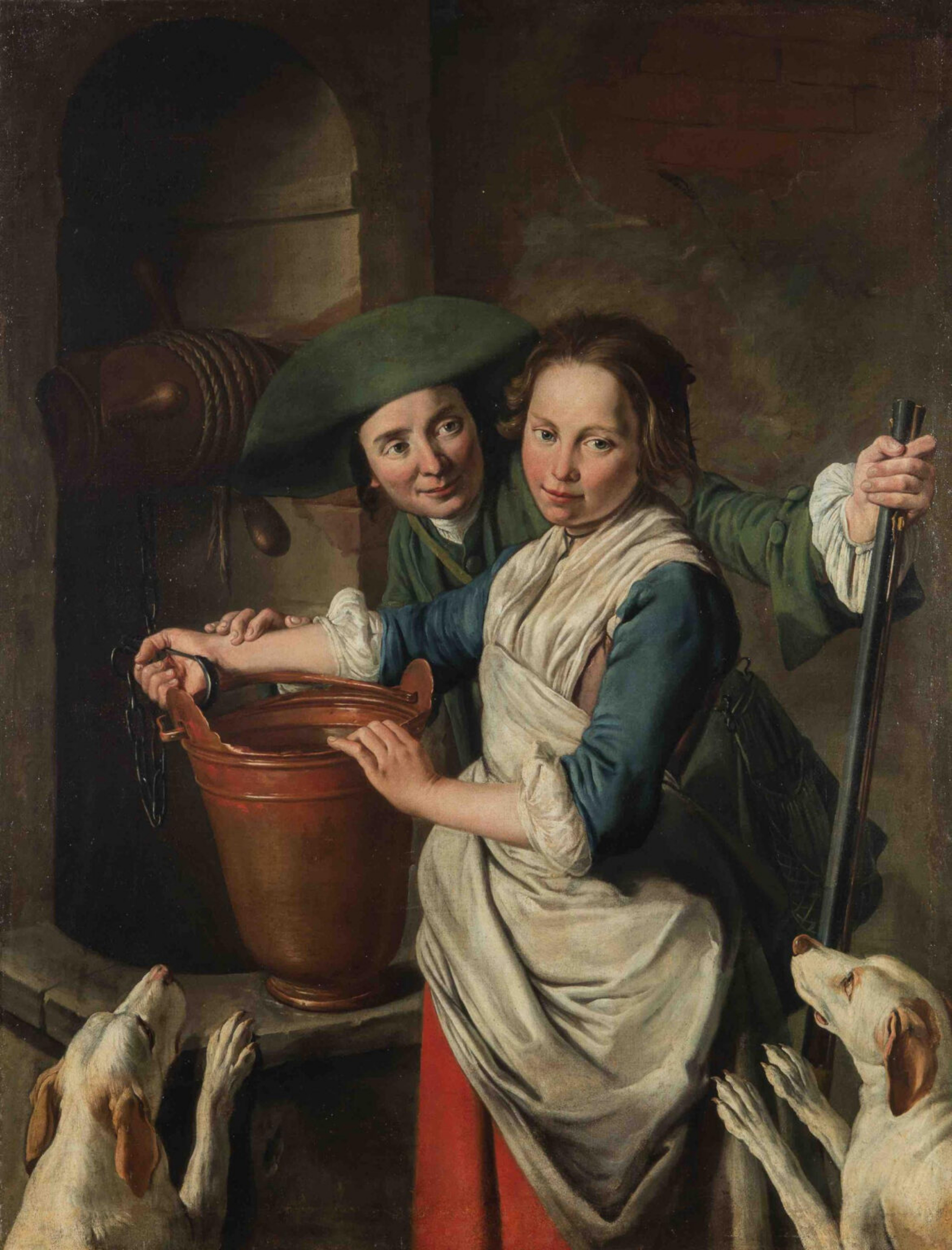
Rencontre au puits (1750)  coll. privée.
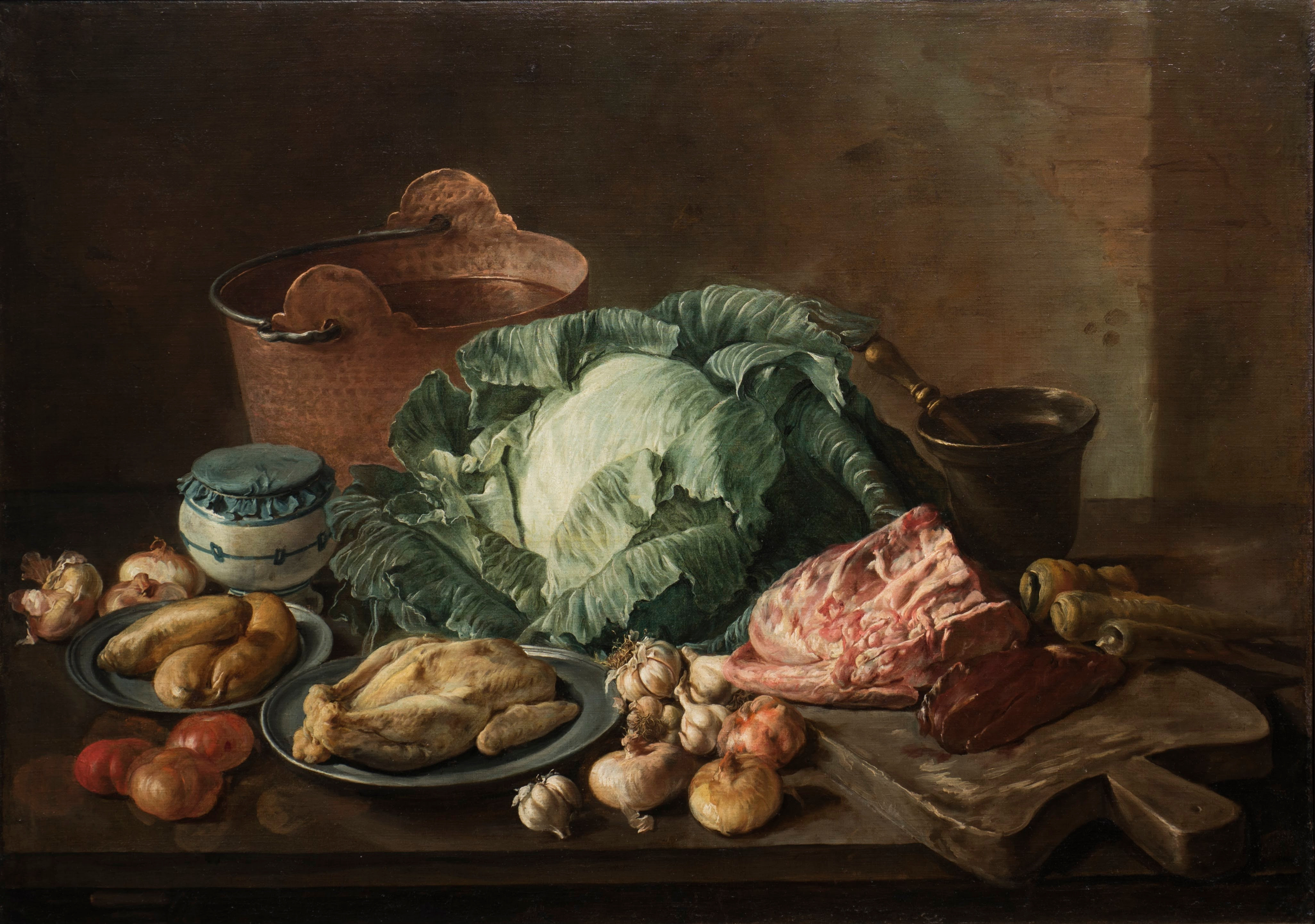
Nature morte de cuisine avec de la viande et des légumes sur une table (vers 1750) coll. privée.

## Sources
- (en) Cet article est partiellement ou en totalité issu de l’article de Wikipédia en anglais intitulé « Giacomo Ceruti » (voir la liste des auteurs).